# 後骨髄球

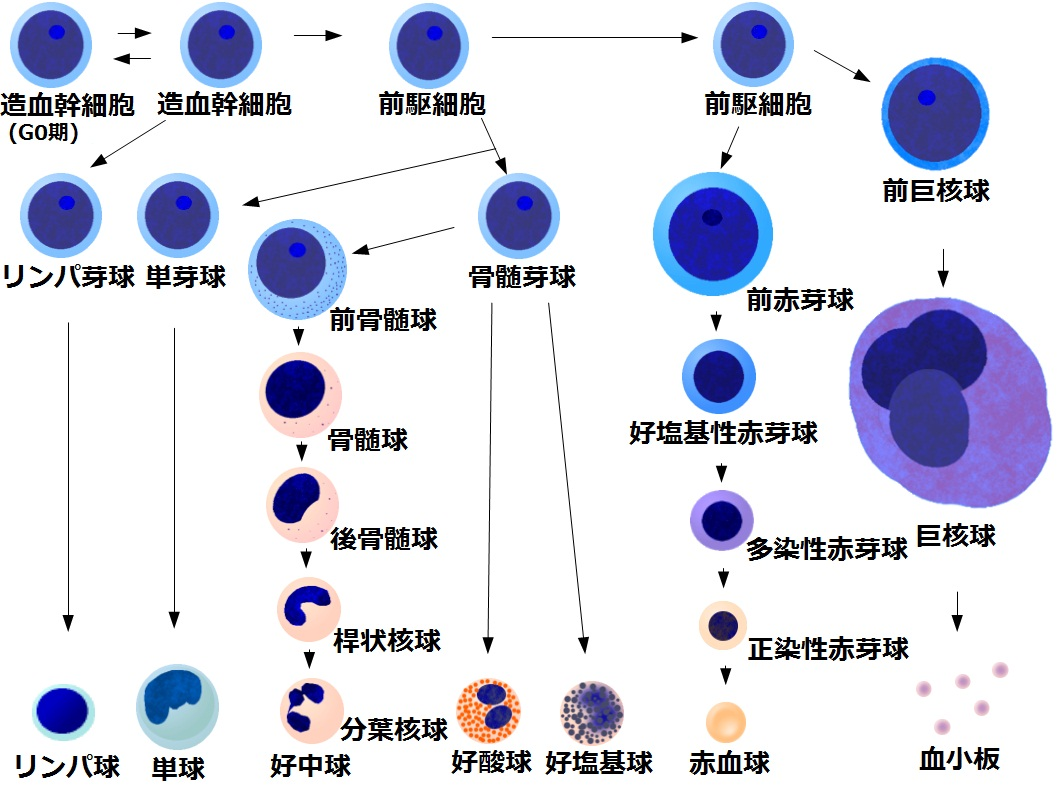
造血幹細胞とその細胞系統　図では骨髄芽球から好酸球、好塩基球に至るまでの過程が省略されているが、これら系も好中球と相同する骨髄芽球、前骨髄球、骨髄球、後骨髄球、桿状核球、 分葉核球という一連の過程を経るとされる。ただしこれら3種の系の形態学的判別が可能になるのは、染色性が発現する後骨髄球の段階以降である。このため骨髄芽球、前骨髄球といえば、もっぱら好中球の系についてのものを指すことが多い。

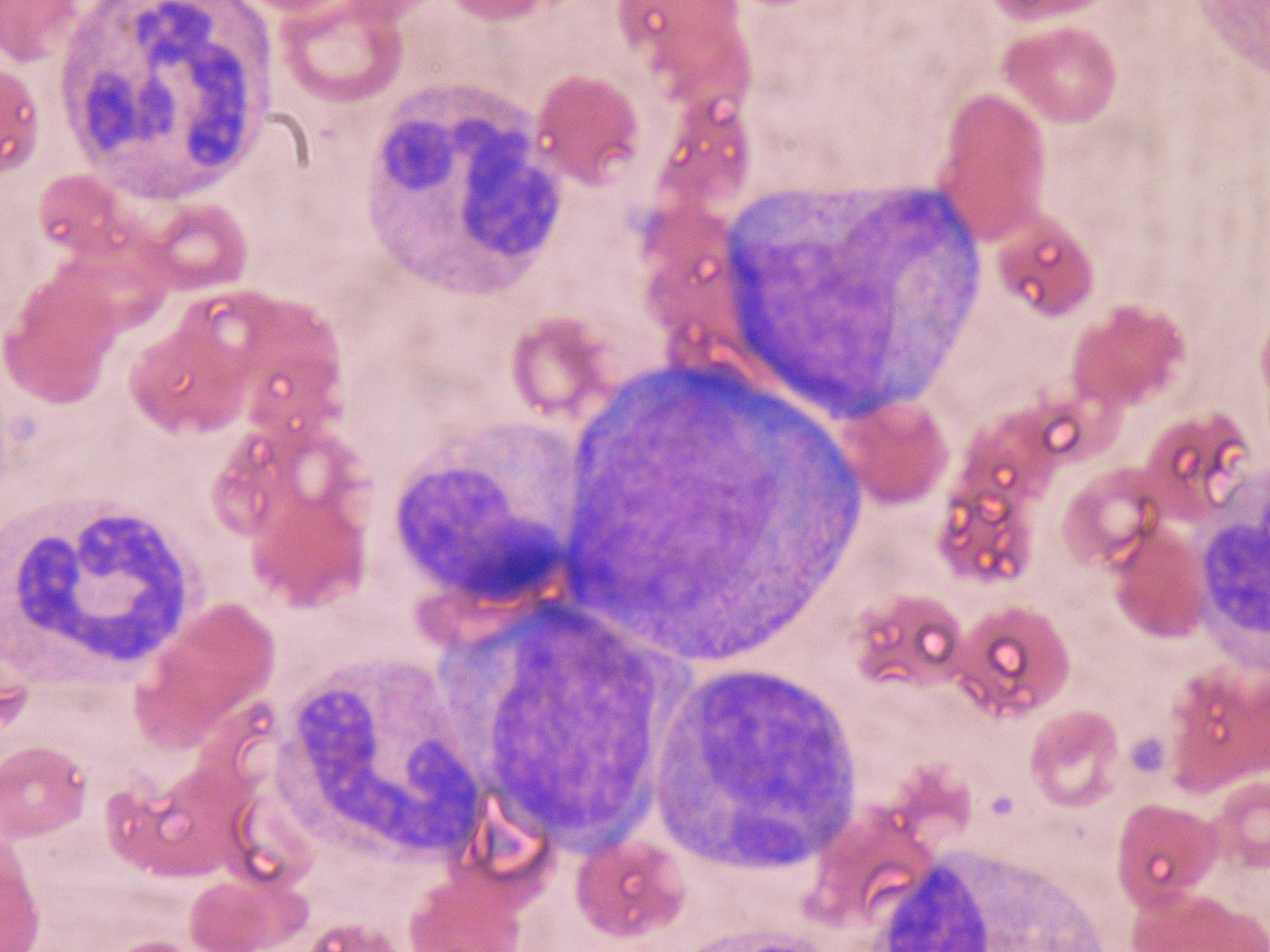
骨髄の顕微鏡写真。アルコール固定後ギムザ染色。左上に分葉核球が2つ、左下に桿状核球が2つ、中央の大きな細胞が前骨髄球、前骨髄球に接して左が後骨髄球、前骨髄球に接して右上と左下が骨髄球である。

後骨髄球（こうこつずいきゅう、英: metamyelocyte）とは、造血幹細胞から白血球の顆粒球(好中球、好酸球、好塩基球)への分化の過程の1段階にある細胞で幼若細胞としては最後の段階の細胞である。通常は骨髄にのみ存在し、（白血病や癌の骨転移などの場合を除き）末梢血中には存在しない。

## 分化過程
造血幹細胞から分化し始めた幼若な血液細胞は盛んに分裂して数を増やしながら少しずつ分化を進めていく。
最終的に好中球に分化する場合は造血幹細胞、骨髄系幹細胞(骨髄系前駆細胞)、顆粒球・単球系前駆細胞、顆粒球系前駆細胞、骨髄芽球、前骨髄球、骨髄球、後骨髄球、桿状核球、分葉核球と成熟していく。最後の分葉核球が成熟の最終段階の好中球である。
同じように好酸球に分化する場合は造血幹細胞、骨髄系幹細胞(骨髄系前駆細胞)、好酸球系前駆細胞、骨髄芽球、好酸性前骨髄球、好酸性骨髄球、好酸性後骨髄球、好酸性桿状核球、好酸性分葉核球=好酸球と分化する
好塩基球に分化する場合は造血幹細胞、骨髄系幹細胞(骨髄系前駆細胞)、好塩基球系前駆細胞、骨髄芽球、好塩基性前骨髄球、好塩基性骨髄球、好塩基性後骨髄球、好塩基性桿状核球、好塩基性分葉核球=好塩基球と分化するが好塩基球は必ずしも分葉がはっきりしない。
数量的には大半が好中球系である。

## 概要
好中球へ分化する後骨髄球は骨髄球より細胞は小さくなり好中球とほぼ同じ大きさになる。この段階の成熟は核の変化が主であり、核は陥没し腎臓のような形で長径は短径の2倍以上になり、クロマチン構造は凝集しますます粗くなる。
染色した上での光学顕微鏡観察では、アズール顆粒はほとんど見えなくなり（見えないが存在はしている）骨髄球よりも二次顆粒は細かくなるが細胞質にさらに充満するようになる。細胞の分裂能はこの段階では失われており、細胞の成熟を進めることのみを行う段階である。

## 次代
この後分化・成熟がさらに進むと桿状核球となり、核はさらに小さく細長くなり、大きくゆがんだジェリービーンズ状になる。桿状核球になるとひとまず完成した白血球とみなされる。桿状核球は多くは骨髄に留まるものの、一部は末梢血に出て白血球としての役割をはたすことが出来る。